# Arnold Zdebiak
Arnold Zdebiak (ur. 11 maja 1993 w Żarach) – polski lekkoatleta specjalizujący się w biegach sprinterskich, a następnie bobsleista. Medalista lekkoatletycznych mistrzostw Polski.

## Życiorys
Zdebiak jest wychowankiem Agrosu Żary. Jako lekkoatleta specjalizował się w sprintach. W kategorii seniorów dwukrotnie zdobywał medale mistrzostw Polski na otwartym stadionie (brąz w sztafecie 4 × 100 metrów w 2014 i 2015) i tyle samo razy w halowym czempionacie (brąz w sztafecie 4 × 400 metrów w 2016 i złoto w sztafecie 4 × 200 metrów w 2017). Jest także medalistą młodzieżowych mistrzostw kraju.
Latem 2017 wziął udział w testach przeprowadzanych przez Polski Związek Bobslei i Skeletonu, uzyskując wyniki zbliżone do członków bobslejowej reprezentacji Polski. Na ich podstawie wkrótce później włączono go do składu reprezentacji. W nowej dyscyplinie na arenie międzynarodowej zadebiutował w listopadzie 2017, zajmując w Lillehammer 21. lokatę w rywalizacji dwójek w Pucharze Europy. 7 stycznia 2018 w Altenbergu po raz pierwszy wystąpił w Pucharze Świata, zajmując w rywalizacji czwórek 18. pozycję. Znalazł się w składzie reprezentacji Polski na Zimowe Igrzyska Olimpijskie 2018.